# Giovani amanti (film 1954)
Giovani amanti è un film del 1954 diretto da Anthony Asquith.

## Trama
Due innamorati sono i protagonisti di questo film: uno è impiegato nel Servizio Informazioni dell'ambasceria statunitense, l'altra è figlia di un ambasciatore di un paese socialista europeo.
Entrambi si amano, ma vengono sospettati di essere delle spie, così fuggono.